# Vingåkers kommun
Vingåker er en kommune i den svenske län Södermanlands län med Vingåker som hovedby.
59°02′00″N 15°52′00″Ø / 59.033333333333°N 15.866666666667°Ø